# قلعة جانكي
قلعة جانكي (الدَرية/  البشتوية: قلعهِ جنگی) هي قلعة من القرن التاسع عشر تقع بالقرب من مزار شريف في شمال أفغانستان. من المعروف أنها كانت موقعًا لتمرد طالبان الدموية عام 2001 والتي أُطلق عليها اسم معركة قلعة جانكي، والتي قُتل فيها ما لا يقل عن 470 شخصًا، بما في ذلك عميل وكالة المخابرات المركزية جوني "مايك" سبان. كانت بمثابة الحامية العسكرية للجنرال عبد الرشيد دوستم في التحالف الشمالي خلال المراحل الأولى من الحرب في أفغانستان (2001-2021).

## تاريخ
شُيد الحصن في عام 1889 على يد عبد الرحمن "الأمير الحديدي" في القرن التاسع عشر وهو أول حاكم يوحد أفغانستان. كانت تعرف آنذاك باسم دِهدادي بعد القرية المجاورة. وقد تم بناؤها بأموال بريطانية وكان الغرض منها الدفاع ضد الغزو الروسي وقمع تمرد القبائل الأوزبكية. وصفها عبد الرحمن بأنها «أكبر وأقوى حصن تم بناؤه في أفغانستان على الإطلاق». استغرق الأمر 18000 عامل و12 عامًا لإكماله. في عام 1929 حاصر 20 ألف تركماني حوالي 300 جندي روسي داخل الحصن. ربما لم يُطلق اسم قلعة جانكي على الحصن حتى الأربعينيات. احتلها الروس بدعم من دوستم مرة أخرى بعد غزوهم عام 1979. هاجم المجاهدون قلعة جانكي في عام 1981 وأزالوا 170 جنديًا أفغانيًا مواليًا للسوفييت. احتلت طالبان الحصن معظم الوقت من 1994 إلى 2001. عبد الرشيد دوستم من تحالف الشمال احتل الحصن لفترة وجيزة في عام 1997 مع 20.000 من الميليشيات.

## وصف
في عام 2001 كان طول الحصن 550 م وعرضه270 م. شُيد من عوارض خشبية وطين وقش. في كل زاوية يوجد برج من الطين بعرض 24 مترًا وطول 46 مترًا. مكّن هطول الأمطار سنوياً بمقدار 100 ملم الهيكل من تجنب الطوفان. كانت مدينة مسورة مقسمة بالتساوي إلى ساحات فناء شمالية وجنوبية بجدار طوله 24 مترًا. كان يحتوي على مسجد بقبته الذهبية مربع بطول 23 مترًا و"البيت الوردي" الذي أقامه الاتحاد السوفيتي المحتل في الثمانينيات كمنشأة طبية. في 26 نوفمبر 2001 دُمر البرج الشمالي الشرقي بصاروخ طائش أمريكي من طراز JDAM.